# Flugplatz Rottweil-Zepfenhan

i7
i11
i13
Der Flugplatz Rottweil-Zepfenhan (ICAO-Code: EDSZ) ist ein Sonderlandeplatz im Landkreis Rottweil. Er verfügt über eine 803 Meter lange und 20 Meter breite Asphaltpiste und ist für Segelflugzeuge, Motorsegler, Ultraleichtflugzeuge und Motorflugzeuge mit einem zulässigen Höchstabfluggewicht von bis zu drei Tonnen zugelassen.

## Lage
Der Flugplatz liegt 500 Meter südöstlich des Rottweiler Stadtteils Zepfenhan. Das östliche Ende des Geländes reicht direkt an die Stadt Schömberg im Zollernalbkreis und liegt nordwestlich des Schömberger Stadtteils Schörzingen.

## Verkehrsanbindung
Das Gelände ist über die Kreisstraße 5548, welche die Bundesstraße 27 mit Zepfenhan und der Kreisstraße 5542 verbindet, erreichbar. Eine direkte Anbindung mit dem öffentlichen Personennahverkehr gibt es nicht.

## Geschichte
Der Flugplatz wurde 1970 durch Erwin Birk und Hermann Bantle initiiert und eröffnet.
Der Flugplatz wurde 2023 von Erwin Birk an die Airfield Rottweil GmbH & Co. KG von Kambis Ebrahimi mit Sitz in Ludwigsburg verkauft. In der Folge gab es zunehmend Proteste aufgrund der vermeintlich gestiegenen Flugbewegungen und des dadurch bedingten, gesteigerten Fluglärms. Im Dezember 2023 gab es hierzu eine öffentliche Aussprache.

## Zwischenfälle
- Am 7. Mai 2000 flog eine Cessna T303 den Platz an. Nach einem normalen Endanflug überflog die Cessna die ersten 150 Meter der Piste, sank aber nach der Landeschwelle nicht weiter. Danach driftete sie in einer flachen Kurve nach links, setzte mit wieder eingefahrenem Fahrwerk auf dem Boden auf, rutschte etwa 100 Meter über welliges Wiesengelände und blieb 300 Meter nordöstlich des Platzes liegen. Der Pilot wurde leicht verletzt und das Flugzeug wurde zerstört.[3]

- Am 18. April 2003 brach eine Piper bei einem Durchstartmanöver aus. In der Folge setzte sie auf einem angrenzenden Acker auf und überschlug sich. Bei dem Unfall wurde niemand verletzt.[4]

- Am 8. März 2013 stürzte ein Tragschrauber vom Typ Trixy-Aviation G 4-2 RT rund fünf Minuten nach dem Start etwa sieben Kilometer nördlich des Platzes ab. Der 51-jährige Pilot wurde dabei getötet und das Luftfahrzeug völlig zerstört.[5]
- Am 23. Dezember 2014 stürzte ein 43-jähriger Pilot mit seiner Propellermaschine in der Nähe des Sonthofs ab und verunglückte dabei tödlich.[6]

## Nutzung
Der Flugplatz ist ebenfalls als Absetzplatz für Fallschirmspringer zugelassen und wird durch den Fallschirmsportclub Lemberg-Falken e. V. sowie den Verein Black Forest Skydive für Fallschirm- und Tandemsprünge genutzt.